# Bothriothorax altensteinii
Bothriothorax altensteinii är en stekelart som beskrevs av Julius Theodor Christian Ratzeburg 1844. Bothriothorax altensteinii ingår i släktet Bothriothorax och familjen sköldlussteklar.
Artens utbredningsområde är:
- Tyskland.
- Ungern.

Inga underarter finns listade.